# Girolamo Rusticucci
Girolamo Rusticucci (ur. w styczniu 1537 w Cartoceto, zm. 14 czerwca 1603 w Rzymie) – włoski kardynał.

## Życiorys
Był synem Ludovica Rusticucciego i Diamante Leonardi. Studiował literaturę i retorykę, a następnie w 1557 udał się do Rzymu, gdzie został osobistym sekretarzem kardynała Michele Ghislieriego. Wkrótce potem został protonotariuszem apostolskim, a w 1566 – sekretarzem stanu. 17 maja 1570 został kreowany kardynałem prezbiterem i otrzymał kościół tytularny S. Susanna. 16 czerwca tego samego roku został wybrany biskupem Senigallii, a 26 listopada przyjął sakrę. W tym czasie pełnił także misje legackie we Francji i Hiszpanii, by zmobilizować państwa do krucjaty przeciw Turkom. 29 listopada 1577 zrezygnował z funkcji biskupa. W 1588 został mianowany wikariuszem generalnym Rzymu i pełnił ten urząd do śmierci. W latach 1590–1593 pełnił także rolę kamerlinga Kolegium Kardynałów. Od 18 września 1597 do promocji do rangi kardynała biskupa i objęcia diecezji suburbikarnej Albano (30 marca 1598), był kardynałem protoprezbiterem. 21 lutego 1600 został biskupem Sabiny, a 19 lutego 1603 – biskupem Porto-Santa Rufiny. W związku z tym, od lutego do czerwca 1603 był subdziekanem Kolegum Kardynałów.